# Michael Beach
Michael Beach, född 30 oktober 1963 i Roxbury, Massachusetts, är en amerikansk skådespelare.
Beach har bland annat medverkat i TV-serien Tulsa King. Han har även medverkat i filmerna Saw X och Aquaman.

## Filmografi (i urval)
- 1987 – Misstänkt (1987)
- 1990 – Misstänkta förbindelser
- 1993 – True Romance
- 1995 – Hålla andan
- 1999–2005 – Tredje skiftet (TV-serie)
- 2004–2006 – Justice League Unlimited (TV-serie)
- 2008 – Hell Ride
- 2012 – Red Dawn
- 2016 – Patriots Day
- 2017 – Dynasty (TV-serie)
- 2018 – If Beale Street Could Talk
- 2018 – Aquaman
- 2018–2021 – The Rookie (TV-serie)
- 2022–2023 – Tulsa King (TV-serie)
- 2023 – Saw X